# Rovio
Rovio é uma comuna da Suíça, no Cantão Tessino, com cerca de 707 habitantes. Estende-se por uma área de 5,56 km², de densidade populacional de 127 hab/km². Confina com as seguintes comunas: Arogno, Castel San Pietro, Maroggia, Melano, Pellio Intelvi (IT-CO), San Fedele Intelvi (IT-CO).
A língua oficial nesta comuna é o Italiano.